# Dimethyl ether
Dimethyl ether (DME, còn được gọi là metoxymethan) là hợp chất hữu cơ có công thức CH3OCH3, công thức phân tử là C2H6O. Là ether đơn giản nhất, nó là một chất khí không màu, là tiền chất của các hợp chất hữu cơ khác và là một chất đẩy aerosol hiện đang được sử dụng làm nhiên liệu. Nó là một đồng phân của ethanol.

## Sản xuất
Khoảng 50.000 tấn dimethyl ether được sản xuất vào năm 1985 ở Tây Âu bởi quá trình khử nước của methanol:
2CH3OH → (CH3)2O + H2O
Methanol cần thiết thu được từ khí tổng hợp. Các cải tiến có thể có khác yêu cầu hệ thống xúc tác kép cho phép tổng hợp methanol và khử nước trong cùng một đơn vị quy trình, mà không cần phân lập và tinh chế methanol. Cả quy trình một bước và hai bước ở trên đều có sẵn trên thị trường.

### Từ sinh khối
Dimethyl ether là một loại nhiên liệu sinh học, có thể được sản xuất từ sinh khối lignocellulose. EU đang xem xét dimethyl ether trong các loại nhiên liệu sinh học vào năm 2030. Nó cũng có thể được tạo ra từ khí sinh học hoặc khí methan từ chất thải động vật, thực phẩm và nông nghiệp, hoặc thậm chí từ khí đá phiến hoặc khí tự nhiên.

## Ứng dụng
Công dụng quan trọng nhất của dimethyl ether là nguyên liệu để sản xuất chất methyl hóa, dimethyl sulfat, dẫn đến phản ứng của nó với lưu huỳnh trioxide:
CH3OCH3 + SO3 → (CH3)2SO4
Dimethyl ether cũng có thể được chuyển hóa thành Acid acetic bằng cách sử dụng phương pháp Carbonyl hóa:
(CH3)2O + 2CO + H2O → 2CH3CO2H
Dimethyl ether là thuốc thử quan trọng trong phòng thí nghiệm, ngoài ra còn là một chất quan trọng trong keo xịt. 

## An toàn
Không giống như các alkyl ether khác, dimethyl ether không thể tự oxy hóa. Dimethyl ether cũng không quá độc hại, nhưng lại rất dễ cháy.

### Ether mạch thẳng:
- Diethyl Ether
- Methyl vinyl ether

### Ether mạch vòng:
- Tetrahydrofuran
- Diphenyl ether